# Voultron
Le Voultron est un ruisseau français du département de la Charente, affluent de la Lizonne et sous-affluent de la Dordogne par la Dronne et l'Isle.

## Géographie
Il prend sa source vers 205 mètres d'altitude sur la commune de Rougnac, trois kilomètres à l'ouest-nord-ouest du bourg, au sud de la route départementale 41, dans les bois de la Légère.
Il arrose Le Pontaroux, Saint-Cybard puis Blanzaguet avant de rejoindre la Lizonne en rive droite au nord-ouest de Champagne-et-Fontaine, à 86 mètres d'altitude.
Sa longueur est de 12,9 km et il n'a qu'un seul petit affluent répertorié, l'Espérade (ou l'Espérande),, en rive gauche.

## Communes et cantons traversés

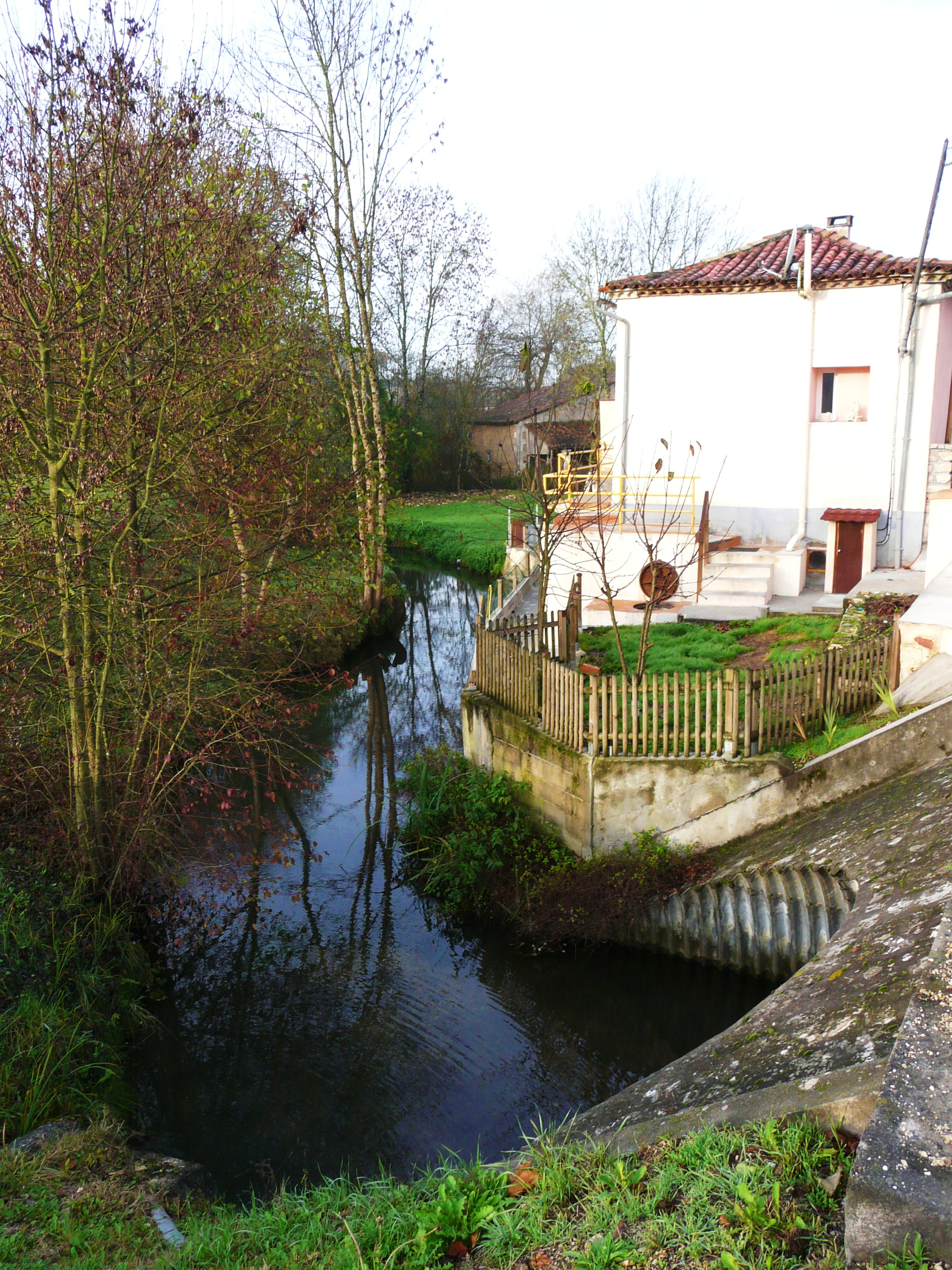
Le Voultron au Pontaroux

Le Voultron arrose quatre communes, toutes situées dans le canton de Villebois-Lavalette :
- Rougnac (source)
- Dignac
- Gardes-le-Pontaroux
- Blanzaguet-Saint-Cybard (confluence)

## Monuments ou sites remarquables à proximité
- Gisement paléolithique de la Quina, à Gardes-le-Pontaroux
- Église Saint-Cybard à Blanzaguet-Saint-Cybard